# NGC 3447
NGC 3447 é uma galáxia espiral barrada (SBdm/P) localizada na direcção da constelação de Leo. Possui uma declinação de +16° 46' 19" e uma ascensão recta de 10 horas, 53 minutos e 24,0 segundos.
A galáxia NGC 3447 foi descoberta em 18 de Março de 1836 por John Herschel.